# Lee Joo-yeon
Lee Joo-yeon (이주연?, 李周姸?, I Ju-yeonLR, I ChuyŏnMR; Seul, 19 marzo 1987) è un'attrice ed ex cantante sudcoreana.
Ha lanciato la propria carriera inizialmente come cantante nel girl group After School, del quale ha fatto parte dal debutto nel 2009 al 2015, quando il suo contratto con la casa discografica è scaduto. Successivamente si è dedicata alla recitazione, già intrapresa negli anni precedenti, apparendo in diverse serie televisive.

## Filmografia

### Cinema
- Donggamnaegi gwa-oehagi: Lesson II (동갑내기 과외하기 레슨 II?), regia di Kim Ho-jung e Ji Kil-woong (2007) – cameo
- Mi-anhae saranghae goma-wo (미안해 사랑해 고마워?), regia di Jeon Yoon-soo (2015)
- The King (더 킹?), regia di Han Jae-rim (2017)
- Teukbyeolsimin (특별시민?), regia di Park In-je (2017) – cameo
- Bulmyeor-ui yeosin (불멸의 여신?), regia di Kim Hong-ik (2022)
- Oh! My Ghost (오! 마이 고스트?), regia di Hong Tae-seon (2022)

### Televisione
- Minam-isine-yo (미남이시네요?) – serie TV (2009) – cameo
- Us-eora Donghae-ya (웃어라 동해야?) – serie TV (2010)
- Dorongnyong dosa-wa geurimja jojakdan (도롱뇽도사와 그림자 조작단?) – serie TV, episodio 5 (2012) – cameo
- Eungdaphara 1997 (응답하라 1997?) – serie TV, episodi 14, 16 (2012) – cameo
- Jeon Woo-chi (전우치?) – serie TV (2012-2013)
- Monstar (몬스타?) – serie TV, episodio 1 (2013) – cameo
- Eungdaphara 1994 (응답하라 1994?) – serie TV, episodio 5 (2013) – cameo
- Gaegwacheonseon (개과천선?) – serie TV (2014)
- Hotel King (호텔킹?) – serie TV, episodi 31-32 (2014) – cameo
- The Facetale: Sindaeri-ya (더 페이스테일: 신대리야?) – serie TV (2016)
- Fantastic (판타스틱?) – serie TV (2016) – cameo
- Entourage (?) – serie TV, episodi 14-15 (2016) – cameo
- Saimdang, bich-ui ilgi (	사임당, 빛의 일기?) – serie TV (2017)
- Byeolbyeol myeoneuri (별별 며느리?) – serie TV (2017)
- Hunnamjeong-eum (훈남정음?) – serie TV (2018)
- Maseong-ui gippeum (마성의 기쁨?) – serie TV (2018)
- Hyena (하이에나?) – serie TV (2020)
- Kiss Sixth Sense (키스 식스 센스?) – serie TV (2022)